# Stephen J. Friedman
Stephen Jay Friedman  (Nueva York, 15 de marzo de 1937 – Brentwood (California), 4 de octubre de 1996) fue un productor de cine estadounidense conocido por ser el productor de La última película (1971) y Querido detective (1986). En 1980, creó Kings Road Entertainment, llamada así por la calle de West Hollywood donde vivía, lo que lo convirtió en uno de los primeros productores de cine independientes en recaudar fondos sustanciales para películas a través de una compañía que cotizaba en bolsa.

## Biografía
Friedman se graduó en el Midwood High School de Brooklyn, y posteriormente en la Universidad de Pennsylvania donde obtuvo la licenciatura de derecho. Comenzó su carrera como abogado en la Comisión Federal de Comercio, entonces comenzó a trabajar como abogado para Columbia Pictures y Paramount Studios.
Ansioso por ser productor, Friedman adquirió los derechos de la novela de 1966 The Last Picture Show de Larry McMurtry. El film fue nominado a ocho Óscars en 1972, incluido el de Mejor película. Tres años después escribió y produjo Lovin' Molly, también una adaptación de una novela de McMurtry, a la que le siguió la producción de El castañazo (Slap Shot) (1977), Fast Break (1979), Finalmente héroe (Hero at Large) (1980), Faldas revoltosas (Little Darlings) (1980), El íncubo (The Incubus) (1981) y El ojo de la aguja (Eye of the Needle ) (1981).
El primer film producido por Friedman con Kings Road Entertainment (formalmente Kings Road Productions) fue Dos veces yo (All of Me) with Steve Martin y Lily Tomlin. Créditos adicionales en Kings Road incluyen Los buenos tiempos (The Best of Times ) (1986) con Robin Williams y Kurt Russell, Querido detective (The Big Easy) (1987, nominada a los Independent Spirit Award a la mejor película) con Dennis Quaid y Ellen Barkin, Jacknife (1989) con Robert De Niro y Ed Harris, y Kickboxer (1989) con Jean-Claude Van Damme. 
En 1985, Kings Road Entertainment llegó a un acuerdo con Tri-Star Pictures para distribuir 12 películas después de que expirase el contrato anterior con Universal Pictures.

## Muerte
Friedman murió a causa de un mieloma múltiple en su casa de Brentwood (California) a la edad de 59 años.

## Filmografía

### Film
| Año  | Título en español      | Título original              | Director                   |
| ---- | ---------------------- | ---------------------------- | -------------------------- |
| 1971 | La última película     | The Last Picture Show        | Peter Bogdanovich          |
| 1974 | Lovin' Molly           | Lovin' Molly                 | Sidney Lumet               |
| 1977 | El castañazo           | Slap Shot                    | George Roy Hill            |
| 1978 | Stony, sangre caliente | Bloodbrothers                | Robert Mulligan            |
| 1979 | Fast Break             | Fast Break                   | Jack Smight                |
| 1980 | Finalmente héroe       | Hero at Large                | Martin Davidson            |
| 1980 | Faldas revoltosas      | Little Darlings              | Ronald F. Maxwell          |
| 1981 | El ojo de la aguja     | Eye of the Needle            | Richard Marquand           |
| 1981 | El íncubo              | The Incubus                  | John Hough                 |
| 1984 | Dos veces yo           | All of Me                    | Carl Reiner                |
| 1985 | Creator                | Creator                      | Ivan Passer                |
| 1985 | Enemigo mío            | Enemy Mine                   | Wolfgang Petersen          |
| 1986 | Dale y vete            | Touch and Go                 | Robert Mandel              |
| 1986 | Querido detective      | The Big Easy                 | Jim McBride                |
| 1986 | Los buenos tiempos     | The Best of Times            | Roger Spottiswoode         |
| 1987 | Rebelión en casa       | Morgan Stewart's Coming Home | Paul Aaron y Terry Winsor  |
| 1989 | Kickboxer              | Kickboxer                    | Mark DiSalle y David Worth |
| 1989 | Jacknife               | Jacknife                     | David Hugh Jones           |
| 1991 | Kickboxer 2            | Kickboxer 2                  | Albert Pyun                |
| 1992 | Kickboxer 3            | Kickboxer 3                  | Rick King                  |
| 1992 | ¿Dónde está la pasta?  | There Goes the Neighborhood  | Bill Phillips              |
| 1994 | Kickboxer 4            | Kickboxer 4                  | Albert Pyun                |
| 1995 | Kickboxer 5: Revancha  | Redemption: Kickboxer 5      | Kristine Peterson          |
| 1995 | Las manías de mamá     | Mother                       | Albert Brooks              |

## Premios y reconocimientos
Premios Óscar
| Año  | Categoría      | Trabajo nominado   | Resultado |
| ---- | -------------- | ------------------ | --------- |
| 1972 | Mejor Película | La última película | Nominado  |